# Extranjeras
Extranjeras es la segunda película de Helena Taberna.

## Argumento
Extranjeras muestra la cara desconocida y cotidiana de otras culturas a través de la experiencia de varias mujeres inmigrantes que viven en Madrid.
Vemos el día a día de estas mujeres: su entorno familiar, cómo viven y en qué trabajan. Tenemos ocasión de conocer qué pasa con sus sueños, y cuál es su universo afectivo. 
Descubrimos también los nuevos espacios de intercambio, relación y encuentro que han creado, y el modo en que se adaptan al nuevo entorno para mantener vivas las costumbres que han heredado de sus respectivas culturas. 

## Palmarés

### SeminciValladolid
| Año  | Categoría                  | Persona | Resultado |
| ---- | -------------------------- | ------- | --------- |
| 2003 | Premio: Tiempo de Historia |         | Candidata |

### FestibercineCosta Rica
| Año  | Categoría                   | Persona | Resultado |
| ---- | --------------------------- | ------- | --------- |
| 2003 | Mención de Honor del jurado |         |           |

### Instituto canario de la mujer (Gran Canaria)
| Año  | Categoría                    | Persona | Resultado |
| ---- | ---------------------------- | ------- | --------- |
| 2003 | Mejor trabajo de divulgación |         | Ganadora  |

### III Encuentro hispanoamericano de documental independiente (México DF)
| Año  | Categoría     | Persona | Resultado |
| ---- | ------------- | ------- | --------- |
| 2004 | Primer Premio |         | Ganadora  |

Además, la película ha sido proyectada en más de una veintena de festivales, jornadas, ciclos y eventos.